# Taxilejeunea isocalycina
Taxilejeunea isocalycina là một loài Rêu trong họ Lejeuneaceae. Loài này được (Nees) Stephani miêu tả khoa học đầu tiên năm 1913.